# ミッチ・マコーネル
アディソン・ミッチェル・マコーネル・ジュニア（英語: Addison Mitchell McConnell, Jr.、1942年2月20日 - ）は、アメリカ合衆国の政治家。1985年からケンタッキー州選出の連邦上院議員。2007年1月3日より、共和党の上院院内総務を18年間務めた。党の上院院内総務在任期間としては、アメリカ合衆国史上最長である。ミッチ・マコーネル（Mitch McConnell）と通称される。

## 経歴

### 軍歴
1964年にルイビル大学カレッジ・オブ・アート・アンド・サイエンスを卒業し、ケンタッキー大学カレッジ・オブ・ローを1967年に卒業した。大学在学中最後の年に、ケンタッキー州ルイビルでアメリカ陸軍予備役部隊、第100師団に入隊する。伝えられるところによると1967年7月から6ヶ月間、主として訓練任務に従事することとなった。ケンタッキー州フォート・ノックスでの入隊式の後、マコーネルは1967年8月に現役から解放された。1967年8月、上院議員のジョン・シャーマン・クーパーは、フォート・ノックスの司令官に手紙を書き、マコーネルはニューヨーク大学に通うため、いつ現役任務から「解放」されるかを尋ねた。その結果、マコーネルは実際には現役任務を完了しなかった。元選挙対策担当者によると、マコーネルは視神経炎（視神経炎は多発性硬化症の徴候である。）によって除隊されたとする。除隊に関連する事実は、以来ジャーナリストと政敵の両方から度々質問されている。

### 政治経歴
1967年、キャピトル・ヒルにおける経験を重ね、法学部での最後の学期に上院議員ジョン・シャーマン・クーパーのインターンとなる。その後上院議員マーロウ・クックのアシスタントを務め、フォード内閣での司法次官補であった。1978年から上院議員に当選するまで、マコーネルはケンタッキー州ジェファーソン郡の判事であった。
1985年からケンタッキー州選出の連邦上院議員、2007年1月3日より共和党の上院院内総務を務めている。2007年の時点では上院少数党院内総務であったが、2015年1月3日より上院多数党院内総務となり、2021年1月20日からは再び上院少数党院内総務である。バラク・オバマ政権において、上院少数党院内総務の時は、フィリバスター（議事妨害）によって徹底抗戦し、オバマ大統領の2期目の中間選挙で、共和党が上院を奪還してからは、上院多数党院内総務の持つ強力な議事決定権を用いて、オバマ大統領の指名したアメリカ合衆国連邦最高裁判所陪席判事候補の公聴会を行わない等、議会を通さなければならない政権の重要案件をことごとく封殺する。この時に最高裁判所判事ポストの空きを埋めずに、2016年アメリカ合衆国大統領選挙において、ロー対ウェイド判決による人工妊娠中絶の合法化の是非を、意図的に選挙の争点に持ってきたことが、ドナルド・トランプが共和党の大統領候補指名選挙を勝ち抜き、大統領本選でも勝利する1つの要因となる。
2021年1月6日、合衆国議事堂が占拠される事件が発生するが、マコーネルは同年1月19日、議会で「暴徒は嘘を吹き込まれた。彼らは大統領とその他の権力者たちに触発された」と述べた。元々、微妙であったドナルド・トランプとの関係は、これ以降冷え切ることになった。ジョー・バイデンの大統領就任にあたっては、上院議員同士として長きに渡って友人関係を育んできたこともあって、祝意を表明した。2021年11月に成立したInfrastructure Investment and Jobs Actでは、地元のケンタッキー州においてバイデン大統領と共同記者会見をおこなった。

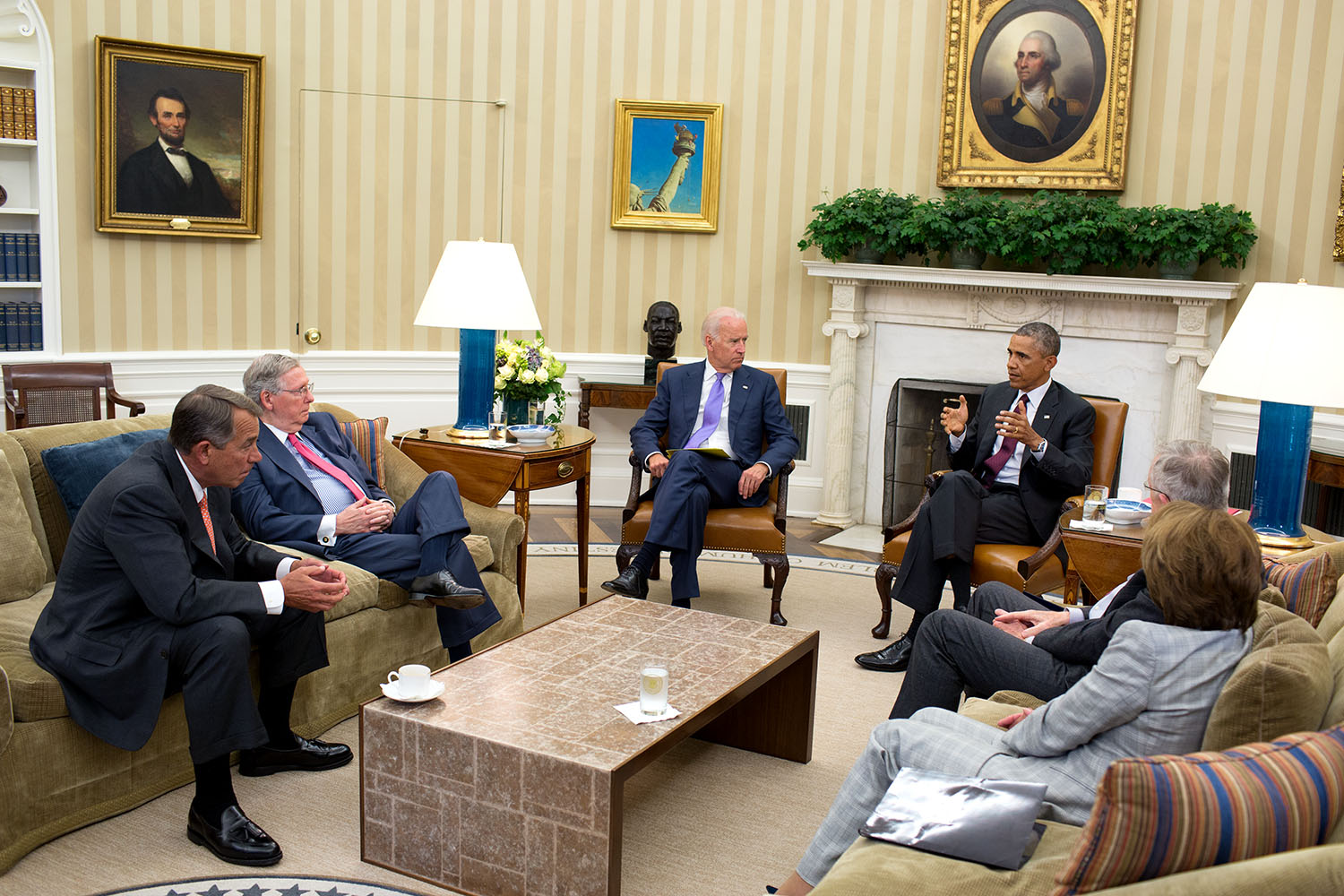
バラク・オバマ大統領と議会指導部とのホワイトハウスにおける会議

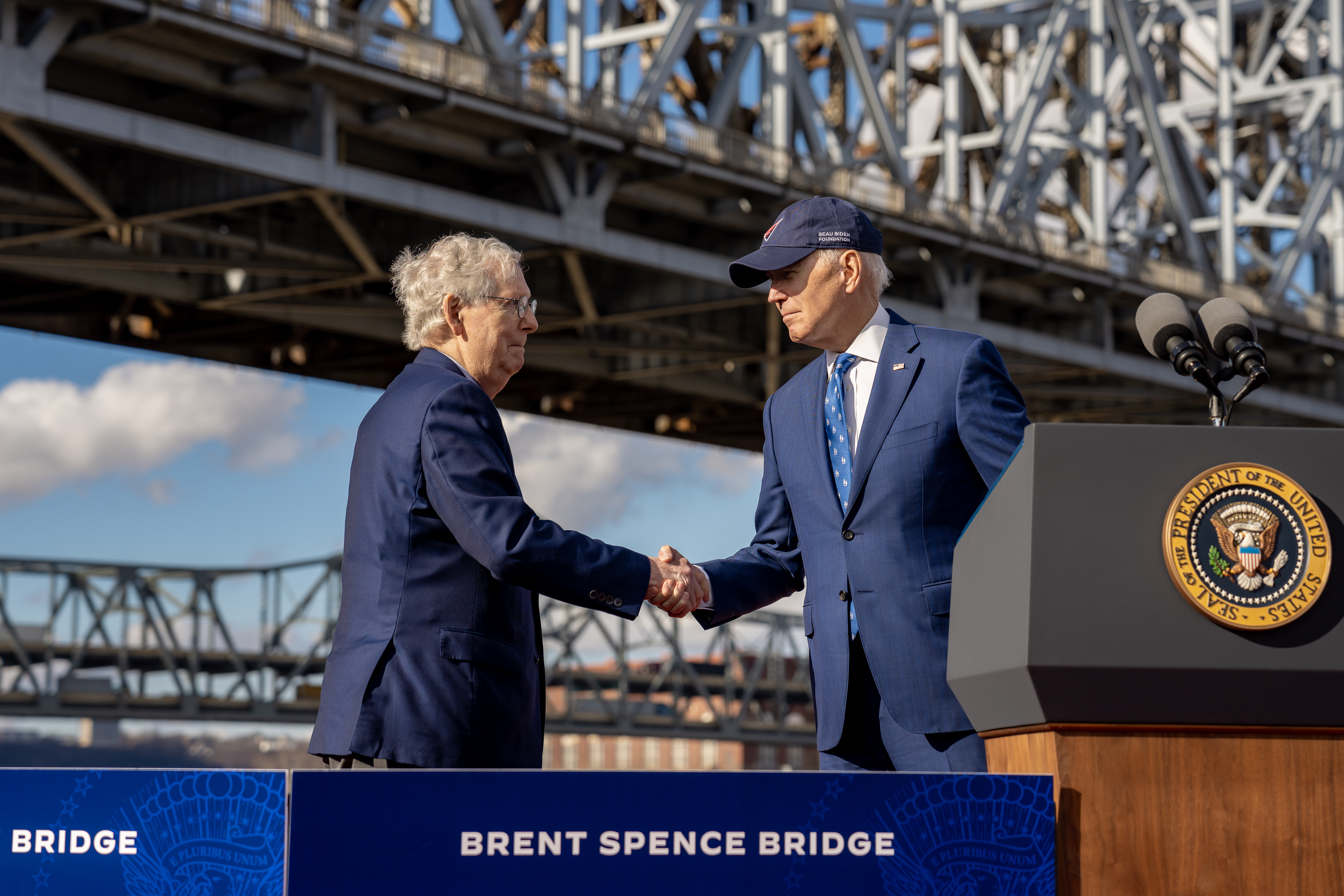
ジョー・バイデン大統領との記者会見

2023年に81歳を迎えるなど高齢であり、健康上の懸念が浮上している。同年3月8日にはワシントンD.C.で開かれた会合で転倒し、脳震盪を起こしたほか肋骨を折り入院。同月25日に退院したものの、4月半ばにようやく議会に復帰した。7月26日の連邦議会議事堂における記者会見では、途中で突然発言をやめ約20秒間黙り込むという事態が発生した。同僚議員に促されて一旦その場を後にしたが数分後にはマイクの前に戻り、自らの健康をアピールしたものの、再び健康懸念が浮上した。また8月30日にはケンタッキー州コビントンで行われたイベントにて記者と談笑中、再選を目指すために立候補するかどうか問われた際には30秒以上沈黙した。2カ月間で2回も発言が止まるという事態を受け、神経科医4人に受診し、9月5日に事務所が脳卒中やてんかん発作といった形跡はみられなかったとする担当医の報告書を公表したが、共和党内部からはマコーネルが3月の脳震盪から完全に回復していない可能性を懸念する声も上がった。2024年2月28日に上院で行った演説の中で、11月中に上院院内総務を退任する意向を表明した。
2025年1月24日に行われた、第2次トランプ政権における国防長官に指名されたピート・ヘグセスの承認採決には反対票を投じた。共和党からは他にもリーサ・マーカウスキー、スーザン・コリンズの両議員も反対に回ったため賛成・反対共に50票となったが、上院議長であるJ・D・ヴァンス副大統領が賛成票を投じて賛成51票、反対50票となったため人事案自体は承認されている。このほか国家情報長官に指名されていたトゥルシー・ギャバード、保健福祉長官に指名されていたロバート・ケネディ・ジュニアにも反対票を投じているが、いずれも共和党からの造反はマコーネルのみであったため、人事案自体は承認されている。
85歳の誕生日を迎えた2025年2月20日には翌2026年の中間選挙に立候補せず、2027年1月の任期満了をもって政界から引退する意向を表明した。

## 私生活
2歳の時に左足がポリオに感染し、残りの生涯で障害を抱え続ける危険性があった。そのため、コロナ禍においてワクチンに懐疑的な発言をしたトランプ大統領を厳しく批判し、同じくワクチン陰謀論者のロバート・ケネディ・ジュニアの長官指名に反対した。
最初の妻のシェリル・レドモンとは後に離婚した。夫妻の間には3人の娘（エリー、クレア、ポーター）がいる。二番目の妻のイレーン・チャオと1993年に再婚した。イレーンはジョージ・W・ブッシュ政権で労働長官を務め、閣僚となった初のアジア系女性であった。バプテスト教会の信徒である。マコーネルの個人資産は2009年で3,275万6,000ドルと見積もられた。前年度よりも80万2ドル増加し、上院で12番目の資産家である。また、マコーネルはバージニア州アーリントンのNPOであるリーダーシップ・インスティテュートの代表を務め、ファイ・カッパ・タウの生涯のメンバーである。